# Liste der Monuments historiques in Mancy
Die Liste der Monuments historiques in Mancy führt die Monuments historiques in der französischen Gemeinde Mancy auf.

## Liste der Objekte
| Bezeichnung  | Beschreibung                  | Standort                       | Kennzeichnung | Schutzstatus | Datum | Bild |
| ------------ | ----------------------------- | ------------------------------ | ------------- | ------------ | ----- | ---- |
| Kronleuchter | Kristallglas, 18. Jahrhundert | in der Kirche St-Hubert (Lage) | PM51002881    | Classé       | 1978  |      |